# George Latimer Bates
George Latimer Bates (* 21 de marzo de 1863, Abingdon, Illinois - 31 de enero de 1940 Chelmsford RU) fue un naturalista y zoólogo estadounidense.
Estudia en el "Colegio Knox", Galesburg y en el Seminario Teológico de Chicago.
Viajó a África en 1895, estudiando las aves en Camerún. Colecciona especímenes de historia natural y los envía al Museo de Historia Natural de Londres.
En 1928 se muda a Inglaterra y escribe un Handbook on the Birds of West Africa (1930). Años más tarde aprendió árabe y viajó hasta Arabia en 1934 para completar sus estudios ornitológicos. Pero no puede publicar la obra, aunque sí se publica algo en Ibis. Sus manuscritos inéditos de Birds of Arabia los usa más tarde Richard Meinertzhagen.

## Abreviatura (zoología)
La abreviatura Bates  se emplea para indicar a George Latimer Bates como autoridad en la descripción y taxonomía en zoología.